# 阿北乡
阿北乡，是中华人民共和国黑龙江省鸡西市虎林市下辖的一个乡镇级行政单位。

## 行政区划
阿北乡下辖以下地区：
新富村、新路村、新中村、阿北村、阿东村、新林村和新政村。